# Brahälla

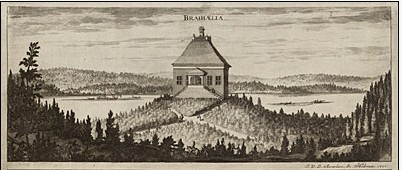
Brahehälla på ett kopparstick av Erik Dahlbergh från slutet av 1600-talet. Ur Suecia antiqua et hodierna, och inte helt tillförlitligt.

Brahälla, även kallat Brahehälla, är ett före detta jaktslott, numera ruin, på en klippa över sjön Noen i Tranås kommun, Jönköpings län.

## Historik
Per Brahe d.y. hade införskaffat Näs säteri 1659 och på dess marker började Brahälla uppföras 1680. Uppmurningen sköttes av Måns murmästare från Hultbäcken i Bälaryds socken. Byggnaden uppfördes med skalmurar. 1681 inköptes spik för spåning av taket, vilket visar på att taket täcktes med träspån. Dock avled byggherren Per Brahe redan hösten 1680, varpå slottet indrogs till kronan under den reduktion som beslöts av 1680 års riksdag.
Brahälla uppfördes i ett våningsplan med förstuga, en stor sal och tre mindre kammare. Byggnaden hade även en källarvåning och en altan på taket, likt Brahehus.
I sin Smålandsbeskrivning 1770 skriver Samuel Rogberg att Brahälla "är ännu til tak och wäggar behållit". I en dombok från 1795 berättas att bönder från Skog stulit tegel från byggnaden. År 1802 visar källorna att slottet ännu är intakt. Taket ska någon gång före 1857 ha blåst ned i sjön vid en storm. Efter detta utsattes byggnaden mer för vädrets påverkan.  
År 1864 besökte Nils Månsson Mandelgren ruinen och befann alla väggar intakta, med undantag för den norra, där partiet över ett fönster rasat ner. 
Ruinen genomgick restaureringar 1930–1932, 1961 och 2010.